# Karla Navas
Karla Andrea Navas Boyd (* 12. September 2004 in Panama-Stadt) ist eine panamaische Turnerin. Sie ist Panamerikameisterin am Sprung des Jahres 2022 und Teilnehmerin der Turn-Weltmeisterschaften 2022. Sie ist die erste Person aus Panama, die sich im neuen Qualifikationssystem des Internationalen Turnverbandes für Weltmeisterschaften qualifizieren konnte.

## Karriere
Navas wurde in Panama-Stadt im Jahr 2004 geboren. Ihre Mutter ist die mehrfache nationale Turnmeisterin Veronica Boyd, ihr Großvater Guillermo Boyd Mora nahm bei den Olympischen Spielen 1968 im Gewichtheben für Panama teil. Navas begann mit drei Jahren das Turnen bei ihrer Mutter als Trainerin. Ihr Heimatverein ist der Gimnasio No Limits PTY. 
Schon in Jugendjahren war Navas erfolgreich, zunächst auf dem amerikanischen Kontinent. Sie trat unter anderem bei den Pacific Rim Championships, Junior Pan American Championships und Junior South American Championships an und erreichte dort Top-10-Plätze individuell und im Team. So wurde sie nach einer Verletzung am Zeh im Jahr 2018 im Folgejahr für die erste Ausgabe der Junioren-Weltmeisterschaften im Turnen 2019 in Győr, Ungarn, nominiert. Dort belegte sie einen Platz in den Top 50, wie auch ihre Teamkollegin Hillary Heron.
Seit 2020 nimmt sie an Seniorenwettkämpfen teil, die in jenem Jahr jedoch aufgrund der COVID-19-Pandemie größtenteils abgesagt wurden. Bei den Panamerikameisterschaften 2021 in Rio de Janeiro konnte sich dort für das Mehrkampffinale sowie zwei Gerätefinals qualifizieren. Im Mehrkampf belegte sie den 7. Platz. Nach dem zweiten Platz in der Qualifikation am Sprung verfehlte sie jedoch die Medaillenränge und wurde Vierte. Denselben Platz konnte sie mit dem Team erreichen. Am Schwebebalken verbesserte sie sich gegenüber der Qualifikation um einen Platz und wurde Sechste. Im darauffolgenden Jahr verfehlte sie als 25. die Qualifikation für das Mehrkampffinale bei den Panamerikameisterschaften am selben Ort, erreichte jedoch den ersten Platz am Sprung. Dies qualifizierte sie als erste Person aus Panama unter den neuen Richtlinien des Internationalen Turnverbandes für die Turn-Weltmeisterschaften 2022 in Liverpool. An ihrem Sprung erreichte sie bei Abwesenheit ihrer Trainer aufgrund nicht ausgestellter Visa einen Platz im Mittelfeld. Darüber hinaus nahm sie an weiteren Wettkämpfen wie den Bolivarian und South American Games teil.
Navas ist Studentin (Stand 2023) und hat zusammen mit ihrer Mutter eine soziale Initiative namens Element Gymnastics gegründet, die Kindern Training im Turnen ermöglicht, deren Eltern während der COVID-19-Pandemie ihre Arbeit verloren hatten. In ihrem Club wurde sie unter anderem von den Kubanern Carlos Rafael Gil und Yaremi Vazquez trainiert.

## Galerie

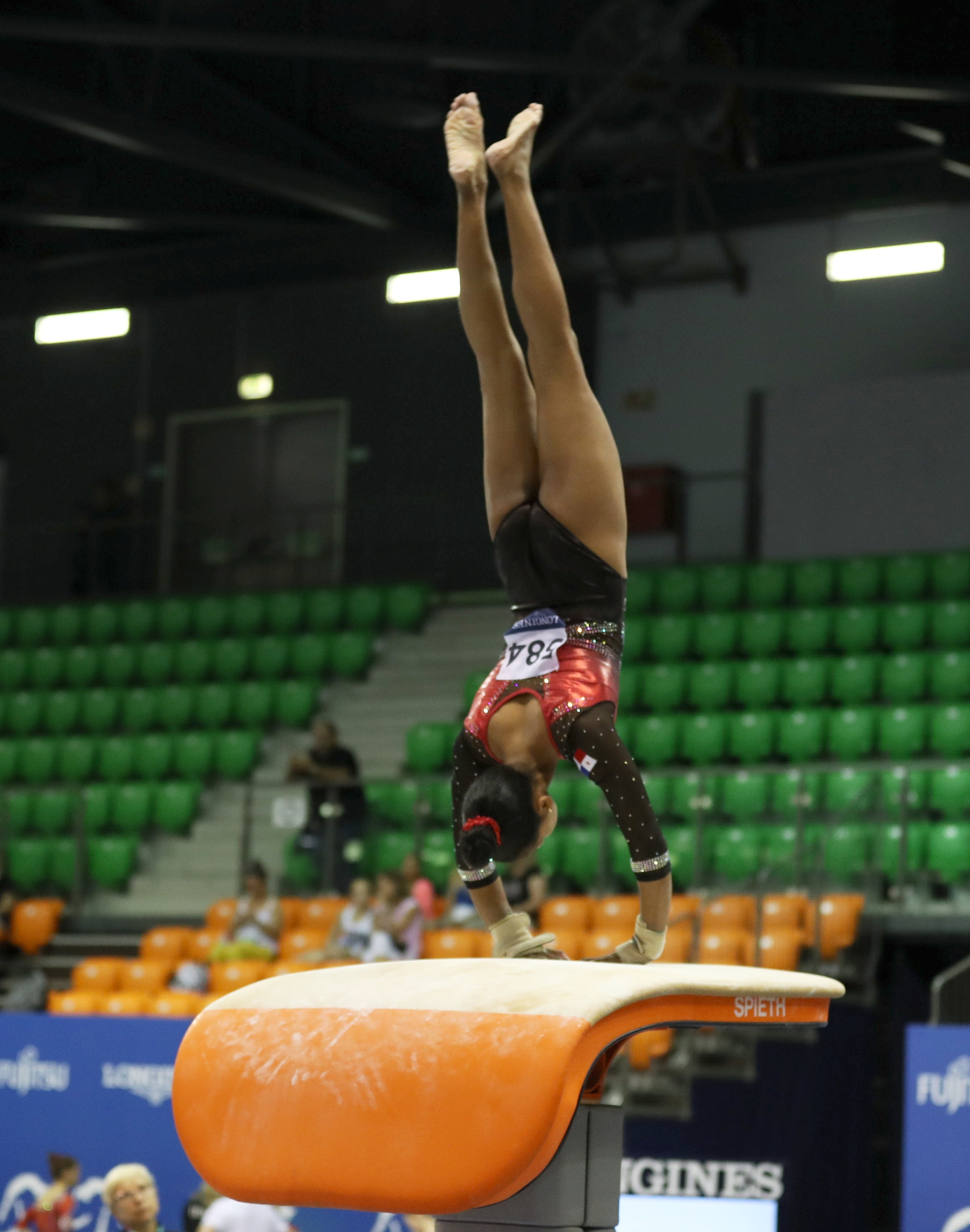
Navas am Sprung,
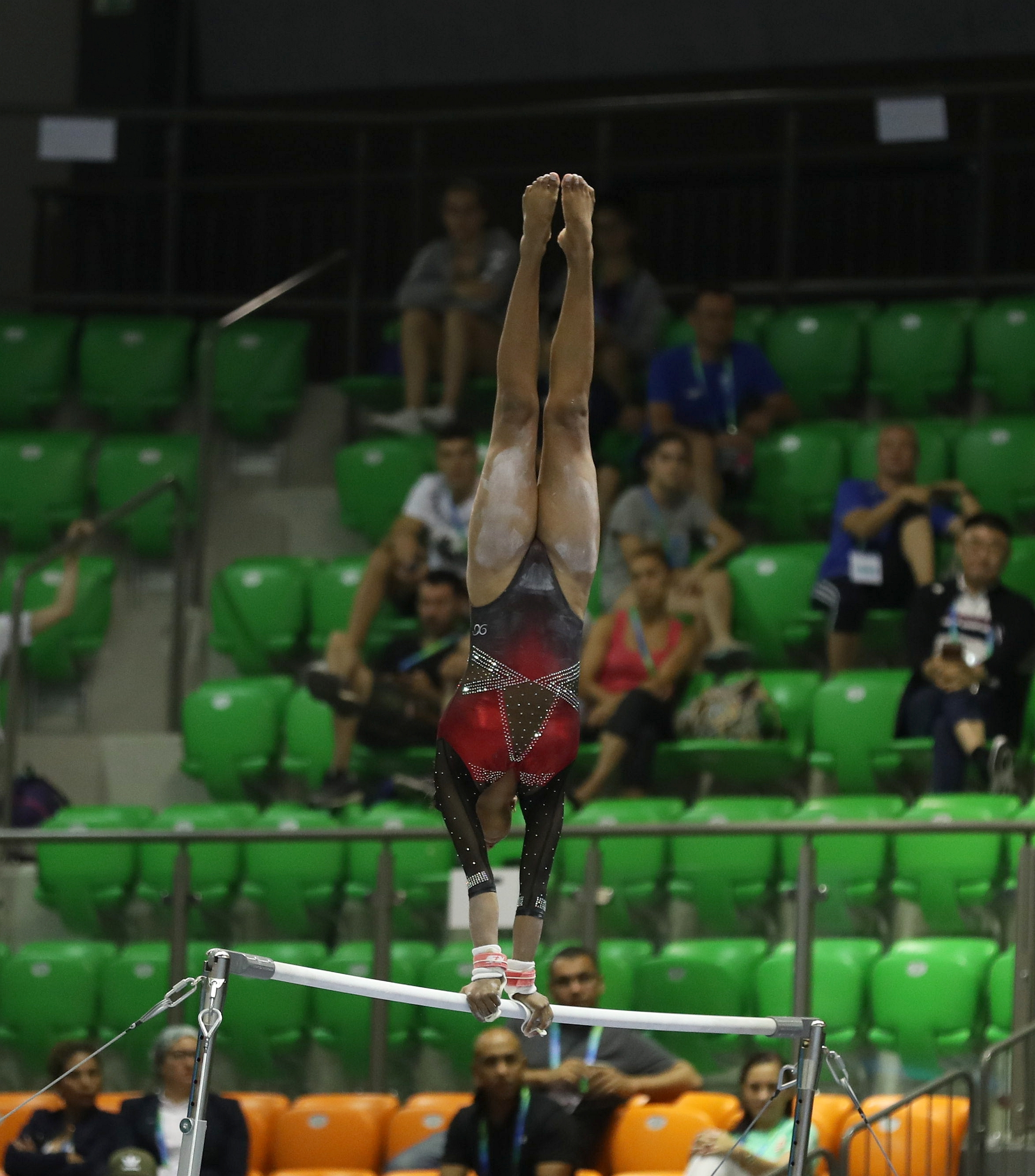
Stufenbarren,
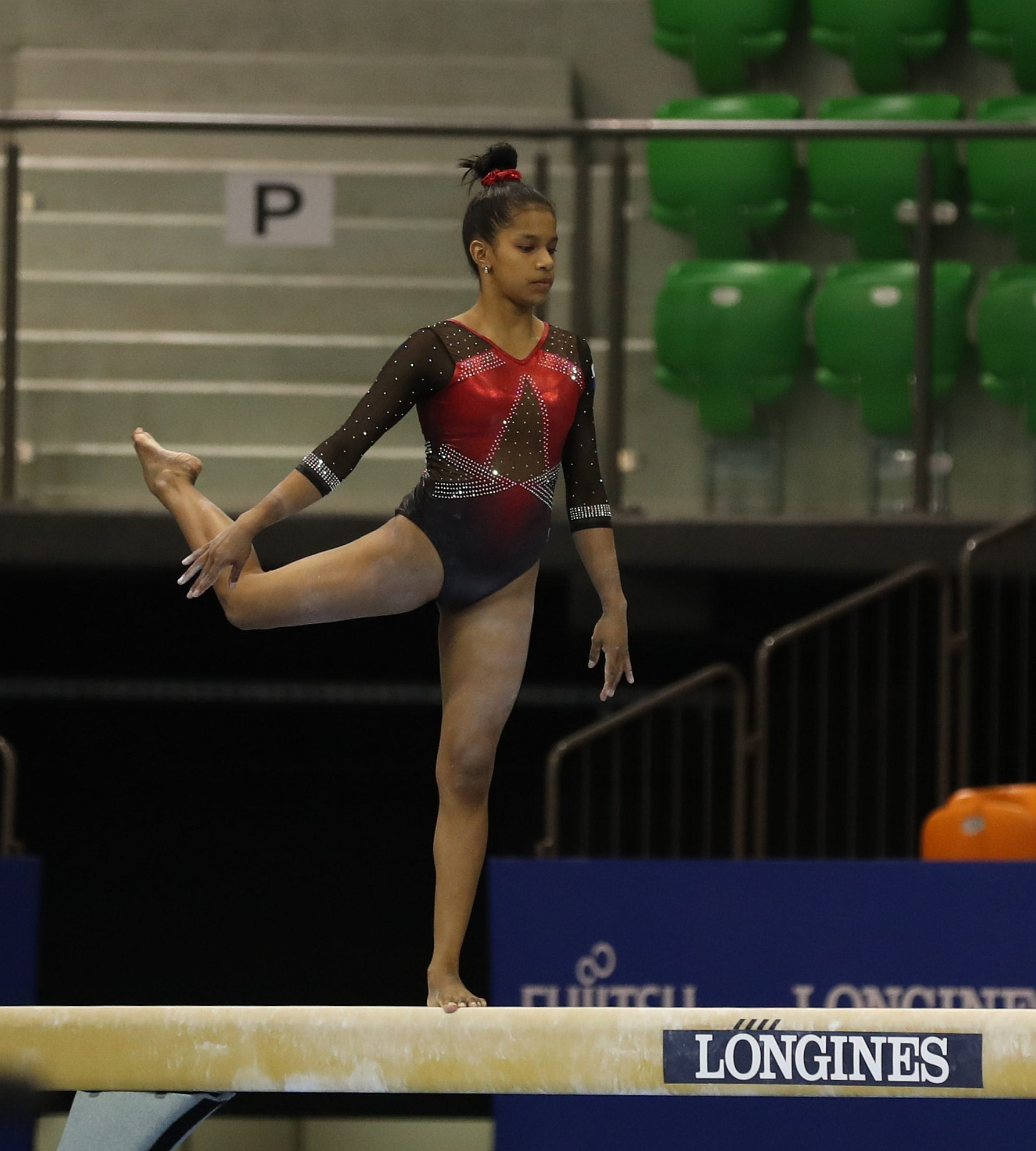
am Schwebebalken und
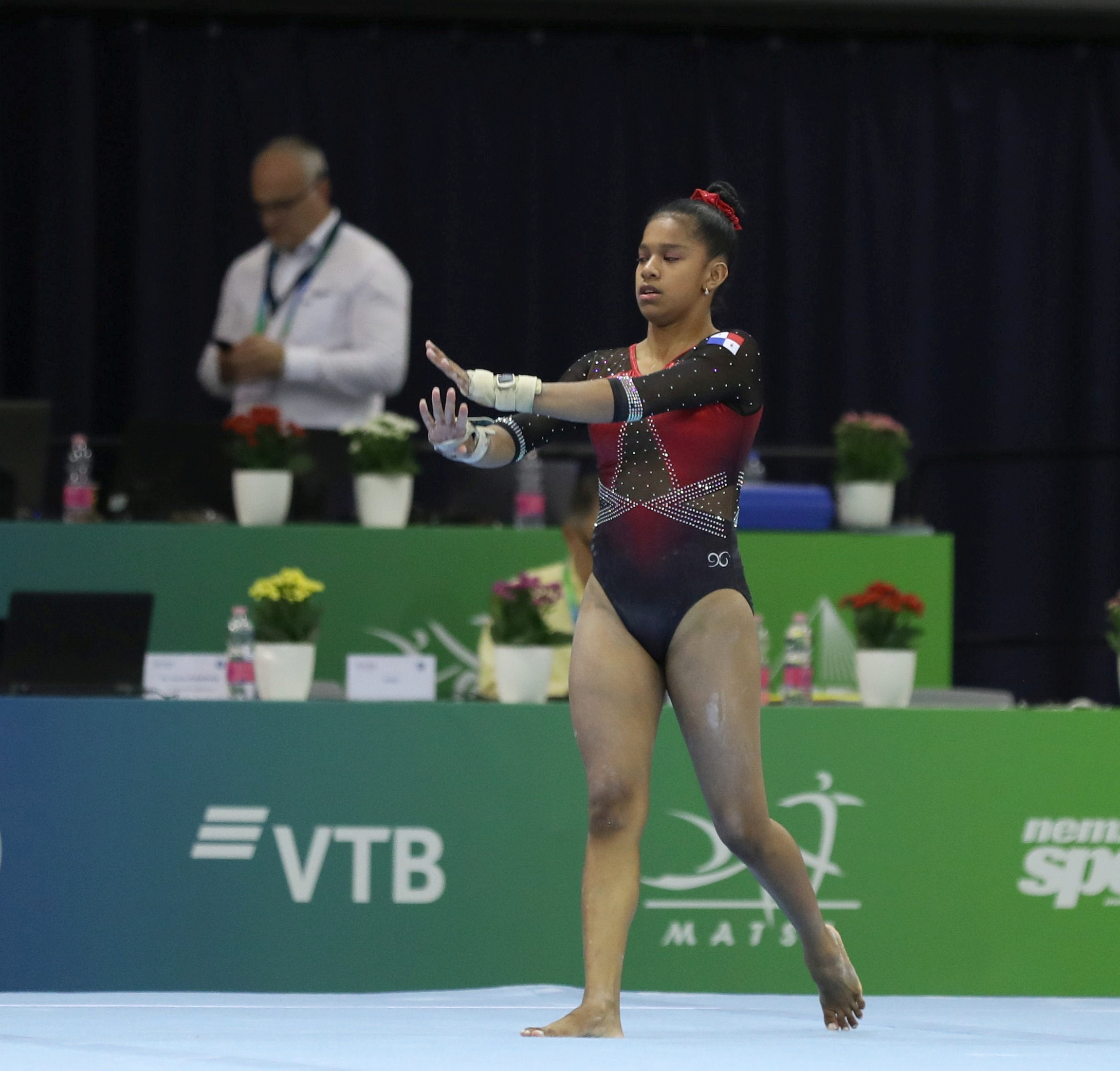
Boden.